# Sinagoga de Malmö
La Sinagoga de Malmö (en suec: Malmö synagoga) és una sinagoga que es troba a Malmö, Suècia. Va ser construïda el 1903. Fou dissenyada per l'arquitecte John Smedberg, amb un estil art nouveau i revival morisc. Els serveis d'adoració són ortodoxos. La sinagoga va ser atacada amb explosius el 23 de juliol de 2010 presumptament per extremistes islàmics. L'explosió va ser causada amb algun tipus de focs artificials o petards que contenien molt poca pólvora per danyar seriosament l'edifici.